# Rhodella
Rhodella, monotipski rod morskih crvenih algi iz porodice Glaucosphaeraceae. Jedina vrsta je Rhodella violacea, nekada klasificirana rodu Porphyridium i porodici Porphyridiaceae.
Pod imenom Rhodella maculata uključena je u novi red Glaucosphaerales i porodicu Glaucosphaeraceae, a danas je prihvaćena pod imenom R. violacea. 